# Natasha Kaiser-Brown
Natasha E. Kaiser-Brown, ameriška atletinja, * 14. maj 1967, Des Moines, Iowa, ZDA.
Nastopila je na poletnih olimpijskih igrah leta 1992 ter osvojila naslov olimpijske podprvakinje v štafeti 4×400 m, v teku na 400 m se je uvrstila v polfinale. Na svetovnih prvenstvih je osvojila naslov prvakinje v štafeti 4x400 m in podprvakinje v teku na 400 m leta 1993, na svetovnih dvoranskih prvenstvih pa srebrni medalji v štafeti 4x400 m v letih 1993 in 1997.